# 绝艺
绝艺（英語：Fine Art）是中国腾讯公司的AI Lab（腾讯人工智能实验室）开发的围棋和游戏人工智能。绝艺之名出自唐朝诗人杜牧的诗“绝艺如君天下少，闲人似我世间无”。围棋人工智能绝艺在2017年3月18-19日的第10届UEC杯世界電腦圍棋大會上夺得冠军，并在2017年3月26日的第5届电圣战上分先战胜了日本的一力辽七段。绝艺也开发了王者荣耀游戏版本。

## 绝艺围棋人工智能
绝艺人工智能的第一个版本于2016年3月4日完成。6月下旬突破业余6段，8月开始在腾讯野狐围棋网络对弈平台测试，8月23日首次战胜职业棋手，11月2日第一次战胜世界冠军棋手。曾用账号名包括虎虎有生气、野狐扫地僧、天下无狗20、绝艺、骊龙、刑天等。其中绝艺账号使用时间最久，对弈盘数最多，名气最大。

## 绝艺围棋对弈账号
绝艺人工智能自2016年11月起使用绝艺账号在腾讯野狐围棋网络对弈平台上公测。截至2017年5月12日，绝艺账号的总战绩为590战454胜136负，胜率约为77%。战胜过的对手包括柯洁、朴廷桓、井山裕太、陈耀烨、唐韦星、古力、常昊、时越、柁嘉熹、范廷钰、芈昱廷、党毅飞、江维杰、李钦诚、王檄、周俊勋、姜东润、朴永训、元晟溱、白洪淅等世界冠军棋手。
自2017年3月1日起，腾讯野狐围棋网正式施行新的升段规则，9段棋手在最近20盘有效升降级对局中，有18盘以上（含18盘）战胜银冠以上（含银冠）棋手，则由9段升为10段，且上不封顶。3月3日晚，绝艺在战胜“印城之霸”（辜梓豪五段）后，达到升10段的标准，从而由9段升为10段，成为腾讯野狐首个10段。3月4日，绝艺加冕金冠。

## 第10届UEC杯世界电脑围棋大会
绝艺参加了2017年3月18-19日在日本举办的第10届UEC杯世界電腦圍棋大會。18日，绝艺在采用瑞士制的预赛阶段先后战胜Julie、naiver1、Crazy Stone、MARU、AQ、Rayn和DeepZenGo，七连胜排名第一进入16强单败淘汰赛的决赛阶段。19日，绝艺在决赛阶段先后击败Kugutsu、DolBaram、Rayn和DeepZenGo，四連勝夺得冠军。

## 第5届电圣战
绝艺因夺得第10届UEC杯世界電腦圍棋大會冠军，而获得参加第5届电圣战的资格，于2017年3月26日分先对弈日本的一力辽七段，并执黑157手中盘胜。

## 2017 AI龙星战
2017年12月10日，在东京举办的2017围棋AI龙星战（AI RYUSEI）上，“绝艺”执白战胜日本围棋AI“DeepZenGo”夺得冠军。

## 2017TWT腾讯围棋锦标赛——绝艺挑战赛
2017年12月16日，在三亚举办的“绝艺挑战赛”上，“绝艺”战胜TWT腾讯围棋锦标赛的冠军童梦成六段和亚军连笑九段。

## 2018腾讯世界人工智能围棋大赛
2018年7月31日，腾讯世界人工智能围棋大赛总决赛在中国棋院落下帷幕，围棋AI“绝艺”以10战全胜的表现夺冠。

## 2019“中信建投证券杯”世界智能围棋公开赛
2019年8月25日，“绝艺”战胜星阵围棋，获得2019“中信建投证券杯”世界智能围棋公开赛冠军。

## 绝艺王者荣耀人工智能
绝艺目前已经开发了王者荣耀游戏版本，并参与排位赛。

## 相關連結
- 圍棋軟體